# Платонов, Семён Павлович
Семён Павлович Платонов (9 сентября 1901, Смольково, Исаклинский район — 29 декабря 1963, Москва) — советский военный деятель, генерал-лейтенант. Участник советско-финской войны и  Великой Отечественной войны. Начальник военно-исторического отдела научного управления Генерального штаба ВС СССР.

## Биография
Родился в 1901 году в селе Смольково. Член КПСС.
Окончил Сумское артиллерийское училище (1920), курсы комсостава 10-го полка связи (1924), Военную академию РККА им. Фрунзе с отличием.
Участник советско-финской войны и присоединения Западной Украины.
Участник Великой Отечественной войны: начальник отдела оперативной подготовки (информационного отдела) Оперативного управления Генштаба Красной Армии. Генерал — майор (21.05.1942).
В послевоенное время — начальник отдела штаба Главкома советских войск на Дальнем Востоке, заместитель начальника управления Генерального штаба, начальник военно-исторического отдела научного управления Генерального штаба ВС СССР.
Постановлением Президиума Крайовой Рады Народовой от 21 мая 1946 года был награждён орденом Virtuti Militari V класса.
Генерал — лейтенант  (11.05.1949).
Умер в 1963 году в Москве.  Похоронен на Новодевичьем  кладбище.

## Награды
- Орден Ленина
- Орден Красного Знамени (трижды)
- Орден Кутузова II степени
- Орден Отечественной войны I степени
- Орден Красной Звезды (дважды)

## Оценки
Самые добрые воспоминания сохранились у меня о генерал-лейтенанте С. П. Платонове. Он держал в своих цепких руках всех операторов, обобщая в боевых донесениях и оперативных сводках всю информацию, поступавшую с фронтов. Многие из операторов не без основания считали, что Семену Павловичу докладывать труднее, нежели самому начальнику Генштаба.
Кроме боевых донесений и оперативной сводки генералом Платоновым ежедневно готовились ещё сообщения для печати и радио «От Советского информбюро»..